# Asio stygius
Il gufo dello Stige o gufo stigio (Asio stygius (Wagler, 1832)) è un rapace notturno originario dell'America centrale e meridionale.

## Descrizione
Misura circa 46 centimetri di lunghezza e pesa 632-675 grammi. Ha un disco facciale marrone scuro bordato da fini macchioline bianche, sormontato da un sopracciglio biancastro corto, ma prominente. I ciuffetti auricolari sono particolarmente lunghi e visibili quando i sensi dell'uccello sono in allerta. Le parti superiori sono di colore bruno fuligginoso, con la fronte e il cappuccio fortemente picchiettati di macchioline chiare che contrastano con la faccia scura. La mantellina e il dorso sono di colore uniforme, lasciando appena intravedere qualghe vago bordo chiaro sulle punte delle penne. La regione scapolare è leggermente macchiata di bianco. Le primarie presentano un colore marrone quasi uniforme, con poche file vaghe di macchie chiare. Le secondarie presentano strisce chiare e scure. La coda è bruno fuligginosa con qualche vaga barra chiara. Le parti inferiori sono color camoscio chiaro con ampi segni scuri sulla parte superiore del petto. Il resto delle parti inferiori è ricoperto da larghe striature scure simili a goccioline o a motivi a forma di chevron. I tarsi sono piumati. I piedi sono parzialmente ricoperti da corte piume. L'iride va dal giallo al giallo-arancio. La cera è bruno-grigiastra, il becco nerastro. Le zampe sono color carne, gli artigli color corno con punte nere. I giovani hanno un piumaggio color camoscio chiaro con vaghe barre grigiastre. Il disco facciale e le ali sono di colore nero fuligginoso.

### Voce
Il richiamo del maschio è un profondo whuof discendente che viene ripetuto a intervalli di diversi secondi. La femmina a volte lancia un richiamo più acuto, una sorta di miagolio – wiah – che emette in risposta al canto del partner. Entrambi i sessi producono un suono stridulo – whag-whag-whag – quando sono eccitati. La femmina e i pulcini lanciano un forte cheat quando reclamano il cibo.

## Distribuzione e habitat
Il gufo dello Stige è originario dell'America centrale e meridionale. Il suo areale si estende dal Messico settentrionale (Sierra Madre Occidentale) al Paraguay e al nord dell'Argentina. Questa specie è presente anche nei Caraibi, più precisamente a Hispaniola e a Cuba. È una specie che frequenta le foreste, da quelle umide a quelle semiaride, in zone di montagna comprese tra 600 e 3000 metri di altitudine. Localmente si può trovare anche a quote più elevate, se sono presenti alberi. Questo rapace notturno è presente anche in ambienti semiaperti con boschetti di alberi radi e cespugli. Evita generalmente le zone di pianura, ma talvolta vive ad altezze relativamente modeste. Ad esempio, nella provincia di Misiones (Argentina nord-orientale), si insedia abbastanza comunemente a 600-700 metri, in foreste secondarie abbastanza rade in compagnia di altre specie come la civetta nana rossiccia (Glaucidium brasilianum), l'allocco rossiccio (Strix hylophila) o la civetta di Harris (Aegolius harrisii). Nella provincia di Salta, nello stesso paese, si trova intorno ai 1500 metri, nelle foreste nebulose, dove condivide il proprio areale con il barbagianni americano (Tyto furcata), la civetta nana delle yungas (Glaucidium bolivianum) e l'assiolo di Hoy (Megascops hoyi).

## Biologia

### Comportamento
Il gufo dello Stige ha abitudini rigorosamente notturne. Durante il giorno resta nascosto nel fitto fogliame, su un ramo ricoperto di epifite, spesso in prossimità del tronco. Quando si sente in pericolo adotta una postura irrigidita, apparendo più smilzo del solito, con i ciuffetti auricolari sollevati: generalmente, quando l'animale è rilassato, questi ultimi si appiattiscono e appaiono praticamente invisibili. Il gufo dello Stige ha un comportamento territoriale. I maschi rivendicano il loro territorio insediandosi sulle cime degli alberi e lanciando il loro richiamo. Questa specie ha un volo piuttosto lento, composto da battiti d'ala volontari che si alternano a brevi momenti di planata.

### Alimentazione
I gufi dello Stige cacciano piccoli mammiferi (compresi i pipistrelli) e uccelli fino alle dimensioni di una tortora. Consumano anche altri piccoli vertebrati e insetti. Le prede vengono di solito catturate all'agguato lanciandosi da un posatoio, ma i pipistrelli vengono ghermiti in volo.

### Riproduzione
Riguardo alla biologia riproduttiva delle sottospecie continentali abbiamo a disposizione poche informazioni. Durante il periodo nuziale, che in Argentina ha luogo all'inizio di settembre, il maschio e la femmina cantano in duetto nei pressi del sito di nidificazione. I maschi sbattono anche le ali sotto il corpo in un rituale che serve a dimostrare il loro vigore. I gufi dello Stige utilizzano vecchi nidi di rami costruiti da uccelli più grandi; talvolta nidificano anche sul terreno, in un avvallamento poco profondo. La covata comprende di solito due uova bianche che la femmina cova da sola. I pulcini vengono nutriti da entrambi i genitori. Nei Caraibi, gli esemplari delle sottospecie siguapa e noctipetens nidificano tra i mesi di aprile e maggio, sulle palme, tra i 4 e i 6 metri di altezza dal suolo. Il nido viene costruito principalmente con erbe intrecciate insieme in modo abbastanza semplice. Anche queste sottospecie, tuttavia, utilizzano i nidi abbandonati da altre specie. A Cuba, i gufi dello Stige costruiscono piattaforme di rami in alto sugli alberi, ma occasionalmente nidificano anche a terra. Rispetto alle sottospecie continentali, il numero di uova per covata rimane invariato.

## Tassonomia
Il gufo dello Stige occupa un areale molto vasto e ne vengono riconosciute sei sottospecie:
- A. s. lambi Moore, 1937, presente nel Messico nord-occidentale;
- A. s. robustus Kelso, 1934, diffusa dal Messico orientale al Nicaragua;
- A. s. siguapa (d'Orbigny, 1839), diffusa a Cuba e nell'Isla de la Juventud;
- A. s. noctipetens Riley, 1916, diffusa a Hispaniola e nell'Île de la Gonâve;
- A. s. stygius (Wagler, 1832), diffusa da Colombia e Venezuela alla Bolivia orientale e al Brasile centrale e meridionale;
- A. s. barberoi Bertoni, 1930, diffusa in Paraguay e nell'Argentina settentrionale.

## Conservazione
Pur essendo classificato dall'Unione internazionale per la conservazione della natura come «specie a rischio minimo» (Least Concern), lo status del gufo dello Stige è abbastanza incerto. È probabilmente più comune di quanto sembri, trattandosi di una specie molto difficile da osservare e piuttosto silenziosa, che canta solo all'inizio della stagione di nidificazione. Il suo nome comune si riferisce al fiume degli inferi della mitologia greca, che le anime dei morti dovevano assolutamente attraversare. Nella regione dei Caraibi, in particolare sull'isola di Hispaniola, a causa dei suoi ciuffetti auricolari, questa specie è associata al diavolo ed è ritenuta avere poteri soprannaturali: gli abitanti ritengono che sia capace di trasformarsi in uno stregone che succhia il sangue dei bambini non battezzati e lo perseguitano.